# Strigomerus
Strigomerus is een geslacht van kevers uit de familie van de loopkevers (Carabidae). De wetenschappelijke naam van het geslacht is voor het eerst geldig gepubliceerd in 1872 door Chaudoir.

## Soorten
Het geslacht Strigomerus omvat de volgende soorten:
- Strigomerus basilewskyanus Straneo, 1954
- Strigomerus cribratus Straneo, 1942
- Strigomerus damarensis (Kuntzen, 1919)
- Strigomerus ferrugineus (Peringuey, 1896)
- Strigomerus freyi Straneo, 1958
- Strigomerus girardi Straneo, 1991
- Strigomerus glaber Straneo, 1941
- Strigomerus katanganus Burgeon, 1935
- Strigomerus latibasis Straneo, 1958
- Strigomerus levisternus Straneo, 1942
- Strigomerus magnus (Straneo, 1951)
- Strigomerus marshalli Straneo, 1941
- Strigomerus meruensis Straneo, 1948
- Strigomerus parvicollis Straneo, 1939
- Strigomerus schoenherri (Dejean, 1831)
- Strigomerus sulcipennis (Dejean, 1831)
- Strigomerus trisetosus Straneo, 1986
- Strigomerus troglophilus Straneo, 1985